# Juon: The Curse
Juon: The Curse (jap. 呪怨, Ju-on; zu dt. wörtl. „Groll“ oder „Missgunst“) ist ein japanischer Horrorfilm aus dem Jahr 2000 von Takashi Shimizu. Er wurde als V-Cinema produziert und ist bis heute populär. Er erzählt die Vorgeschichte eines verfluchten Hauses in Nerima, einem Vorort von Tokio.

## Handlung
Die Handlung des Films ist unchronologisch und erscheint zunächst wirr. Sie erzählt die Geschichte aus der Sicht von je sechs verschiedenen Personen, wodurch sich die Gesamthandlung erst nach und nach ergibt.
Kayako Saeki ist unglücklich mit ihrem Mann Takeo verheiratet und hat einen Sohn namens Toshio. Sie verliebt sich heimlich in den Grundschullehrer Shunsuke Kobayashi und entwickelt eine Besessenheit für ihn, obwohl er – im Gegensatz zu Kayako – glücklich verheiratet ist. Das scheint Kayako aber nicht zu stören, sie verfolgt ihn weiter und schreibt ihm anonyme Liebesbriefe. Als ihr Mann eines Tages hinter die Besessenheit seiner Frau kommt, bricht er ihr vor den Augen Toshios das Genick. Noch während Kayako qualvoll verendet, belegt sie das Haus mit einem Fluch. Unterdessen ersticht Takeo die Familienkatze und ertränkt anschließend Toshio in der Badewanne. Dann irrt er durch die Straßen, beobachtet das Haus und stirbt schließlich auf nicht genauer beschriebene Art und Weise.
Als Shunsuke Kobayashi bemerkt, dass Toshio seit Tagen nicht mehr zur Schule kommt, fährt er besorgt zum Haus der Saekis und trifft dort auf den Jungen. Dieser wirkt seltsam apathisch und blass und gibt wiederholt miauende Geräusche von sich. In dem Haus selbst herrscht ein heilloses Chaos. Kobayashi stellt Toshio Fragen zu dessen Fernbleiben von der Schule und zu seinen Eltern, ohne zu bemerken, dass er einen Geist vor sich hat. Er blickt sich im Wohnzimmer um und stellt plötzlich fest, dass Toshio ohne Ankündigung auf sein Zimmer gelaufen ist und folgt ihm. Dort findet er Kayakos Tagebuch und liest die von fanatischer Liebe getriebenen Schmachtbriefe. Dann entdeckt er Kayakos Leichnam auf dem Dachboden. Als Kobayashi zusammen mit Toshio das Haus verlassen will, wird er zunächst von Takeo via Handy angerufen und wirr angesprochen, dann wird Kobayashi von Kayakos Geist überrascht und getötet.
Einige Zeit später ist eine alleinerziehende Mutter mit ihren Kindern Kanna und Tsuyoshi in das Haus eingezogen. Die Kinder haben eine Hilfslehrerin namens Yuki, die große Angst vor Katzen hat. Während Tsuyoshi und Kanna arbeiten, hört Yuki seltsame Geräusche, die der Zuschauer zunächst nicht hört. Kanna verlässt den Raum, um mit ihrer Freundin Hisayo die Schulkaninchen zu füttern. Nun sind die Geräusche auch für den Zuschauer hörbar. Yukis Versuch, die Geräusche mit Musik zu übertönen, scheitert, als ihr Walkman versagt. Als eine schwarze Katze Yuki erschreckt, flieht sie in einen Schrank, in dem es einen Durchbruch zum Dachboden gibt. Plötzlich ertönt das Geräusch wieder. Als Yuki den Blick hebt, wird sie von Kayakos Geist hochgezogen und getötet.
Unterdessen sucht die Schülerin Mizuho schon seit Stunden nach ihrem Freund Tsuyoshi, mit dem sie verabredet ist. Als sie zur Schule kommt, findet sie sein Handy, das sie an sich nimmt. Weder durch seine Lehrerin, noch durch einen Lautsprecheraufruf bekommt Mizuho einen Hinweis darauf, wo Tsuyoshi sich aufhält. Während sie das Lehrerzimmer durchsucht, fällt der Strom aus und das Mädchen kriecht unter einen der Tische, um nach dem Stromstecker für die Tischlampen zu suchen. Plötzlich sieht sie zwei blasse, blanke Füße auf der anderen Seite des Tisches vorbeilaufen. Das Handy, das Mizuho auf dem Tisch zurückgelassen hatte, klingelt und auf dem Display steht die Nummer 444444. Als sie den Anruf annimmt, lächelt sie Toshio von unten an und miaut.
Zwischenzeitlich wird in einem polizeilichen Obduktionssaal Kannas Leiche untersucht, in der sich Kaninchenblut und ein menschlicher Unterkiefer befinden. Eine Leiche ohne Unterkiefer wurde allerdings bisher nicht entdeckt. Im Haus von Kanna und Tsuyoshi ist die Mutter heimgekehrt und begegnet dort dem kieferlosen Geist von Kanna.
Wiederum einige Zeit später nimmt ein Makler seine Schwester Kyoko, die über Psi-Kräfte verfügt, in das Haus der Saekis mit, da er es verkaufen soll. Dort erblickt sie Kayako, die sich über sich selbst beugt. Kyoko trinkt Sake und spuckt ihn gleich wieder aus, für sie ein Zeichen dafür, dass das Haus verflucht ist. Sie bittet ihren Bruder inständig, jeden Interessenten von dem Sake probieren zu lassen und vom Kauf abzuraten, falls der Sake komisch schmecken sollte. Doch der Makler ignoriert Kyokos Warnung und verkauft das Haus an eine Familie. Als Kyoko das hört, geht sie zum Haus und sieht, dass die Frau der Familie bereits von Kayakos Geist besessen ist.

## Gakkō no Kaidan G
Im Jahre 1998 produzierten mehrere Regisseure, darunter auch Takashi Shimizu, der damals schon zur Ju-on-Reihe inspiriert war, den Fernsehfilm Gakkō no Kaidan G (学校の怪談G, dt. „Schulgeistergeschichten G“) mit mehreren kleinen Horror-Kurzfilmen. In zwei von diesen Kurzfilmen, 444444 und Katasumi, wird gezeigt, was mit Kanna, Hisayo und Tsuyoshi aus dem späteren, ersten Juon-Film passiert.

### 444444
Tsuyoshi fährt mit dem Fahrrad zur Schule, um sich dort mit seiner Freundin Mizuho zu treffen. Er findet ein Handy, auf dem die Nummer 444444 anruft. Er nimmt ab und sagt, es sei nicht sein Telefon, bekommt aber keine richtige Antwort, nur ein Miauen. Als dies zum zweiten Mal passiert, fragt er, ob sein Gesprächspartner ihn beobachte. „Ja“ ist die Antwort, doch sie kommt nicht aus dem Handy. Neben Tsuyoshi sitzt plötzlich Toshio, der an seinen Knien herumfummelt. Die Kamera zoomt an Toshios Gesicht, dann miaut er und eine schwarze Substanz schießt aus seinem Mund.

### Katasumi
Kanna und Hisayo pflegen die Schulkaninchen. Als Kanna sich langweilt, schneidet sie sich versehentlich in den Finger. Hisayo läuft in die Schule, um Binden zu holen, doch als sie zurückkehrt, ist Kanna weg. Auf einmal taucht Kayako hinter einem Baum auf und hinter Hisayo liegt Kanna.

## Manga
2003 erschien in Japan eine Manga-Adaption des Films namens Juon – video side (Joshō) (呪怨-video side-〈序章〉, dt. „~ (Prolog)“), geschrieben von Takashi Shimizu und gezeichnet von Miki Rinno.
Aufgeteilt auf zwei Bände veröffentlichte in den Jahren 2005 und 2006 Egmont Manga und Anime in einer Übersetzung von Mario Hirasaki diesen auf Deutsch unter dem Titel Ju-On: The Grudge. Dark Horse Comics brachte im März 2006 eine englische Fassung unter dem Titel Juon – video side und im Originalformat von einem Band heraus.